# 4789 Спраттія
4789 Спраттія (4789 Sprattia) — астероїд головного поясу, відкритий 20 жовтня 1987 року.
Тіссеранів параметр щодо Юпітера — 3,626.